# Prince Norman
Prince Norman (ノーマン, Nōman) est un shōnen manga d'Osamu Tezuka. Il a été prépublié dans le Weekly Shōnen King de l'éditeur Shōnen Gahōsha entre avril 1968 et décembre 1968, puis compilé en trois volumes par l'éditeur Asahi Sonorama. La version française a été éditée en trois volumes par Cornélius entre novembre 2005 et mai 2006.

## Synopsis
Quand un prince vivant sur la lune il y a 500 millions d'années voyage dans le temps jusqu'en 1963 pour trouver des alliés. Il y recrute Taku, un enfant âgé de 11 ans, Flight, un anglais qui peut voir à travers les murs, et Louis Bouffe, un marseillais qui a le pouvoir d'apprivoiser n'importe quel animal.

## Publication
Le manga a également été publié par Kōdansha dans la collection des Œuvres complètes de Tezuka entre avril 1981 et juin 1981.

### Liste des volumes
| no | Japonais       | Japonais          | Français         | Français          |
| no | Date de sortie | ISBN              | Date de sortie   | ISBN              |
| -- | -------------- | ----------------- | ---------------- | ----------------- |
| 1  | 13 avril 1981  | 978-4-06-108776-7 | 22 novembre 2005 | 978-2-915492-14-9 |
| 2  | 13 mai 1981    | 978-4-06-108777-4 | 22 février 2006  | 978-2-915492-19-4 |
| 3  | 12 juin 1981   | 978-4-06-108778-1 | 22 mai 2006      | 978-2-915492-21-7 |

## Pilote d'anime
Un épisode pilote de douze minutes a été réalisé par Mushi Production et diffusé en juillet 1968.

### Doublage
| Personnages | Personnages | Voix japonaises |
| ----------- | ----------- | --------------- |
| Nakajo Taku | Nakajo Taku | Osamu Ichikawa  |
| Rupi        | Rupi        | Reiko Muto      |

## Distinction

### Nomination
- 2006 : 33e festival international de la bande dessinée d'Angoulême, sélection « Patrimoine »

### Édition japonaise
Kōdansha
1. 1 2  (ja) « Tome 1 »(Archive.org • Wikiwix • Archive.is • Google • Que faire ?).
2. 1 2  (ja) « Tome 2 »(Archive.org • Wikiwix • Archive.is • Google • Que faire ?).
3. 1 2  (ja) « Tome 3 »(Archive.org • Wikiwix • Archive.is • Google • Que faire ?).

### Édition française
Cornélius
1. 1 2  (fr) « Tome 1 », sur manga-sanctuary.com.
2. 1 2  (fr) « Tome 2 », sur manga-sanctuary.com.
3. 1 2  (fr) « Tome 3 », sur manga-sanctuary.com.